# Caledon (Kanada)
Caledon – miejscowość (ang. town) w Kanadzie, w prowincji Ontario, w regionie Peel, zajmuje powierzchnię 687,17 km².
Według danych spisu powszechnego z roku 2001 Caledon liczy 50 605 mieszkańców (73,64 os./km²), zaś wedle danych z roku 2006 populacja wzrosła o 12,7% do 57 050 mieszkańców (83,02 os./km²).